# Österreichische Grenzübergänge in die Nachbarstaaten

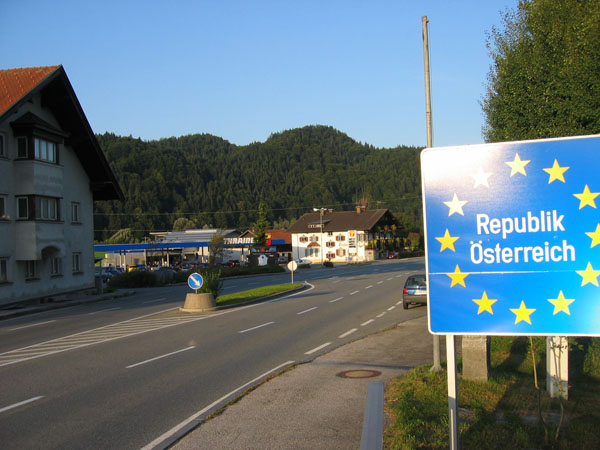
Typischer Schengen-Grenzübergang zwischen Deutschland und Österreich bei Niederndorf (Tirol)

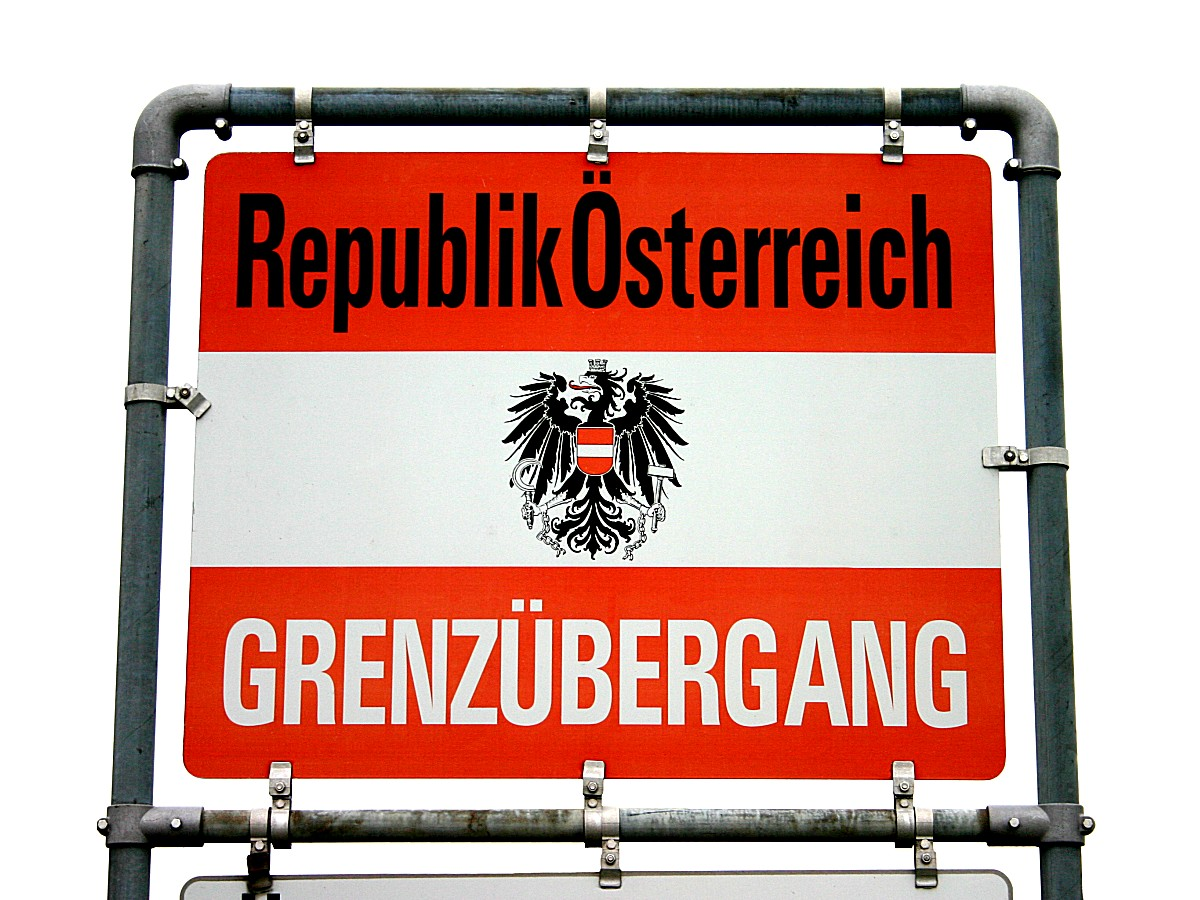
Österreichische Grenzübergangstafel, wie sie vornehmlich vor dem EU-Beitritt aufgestellt wurde

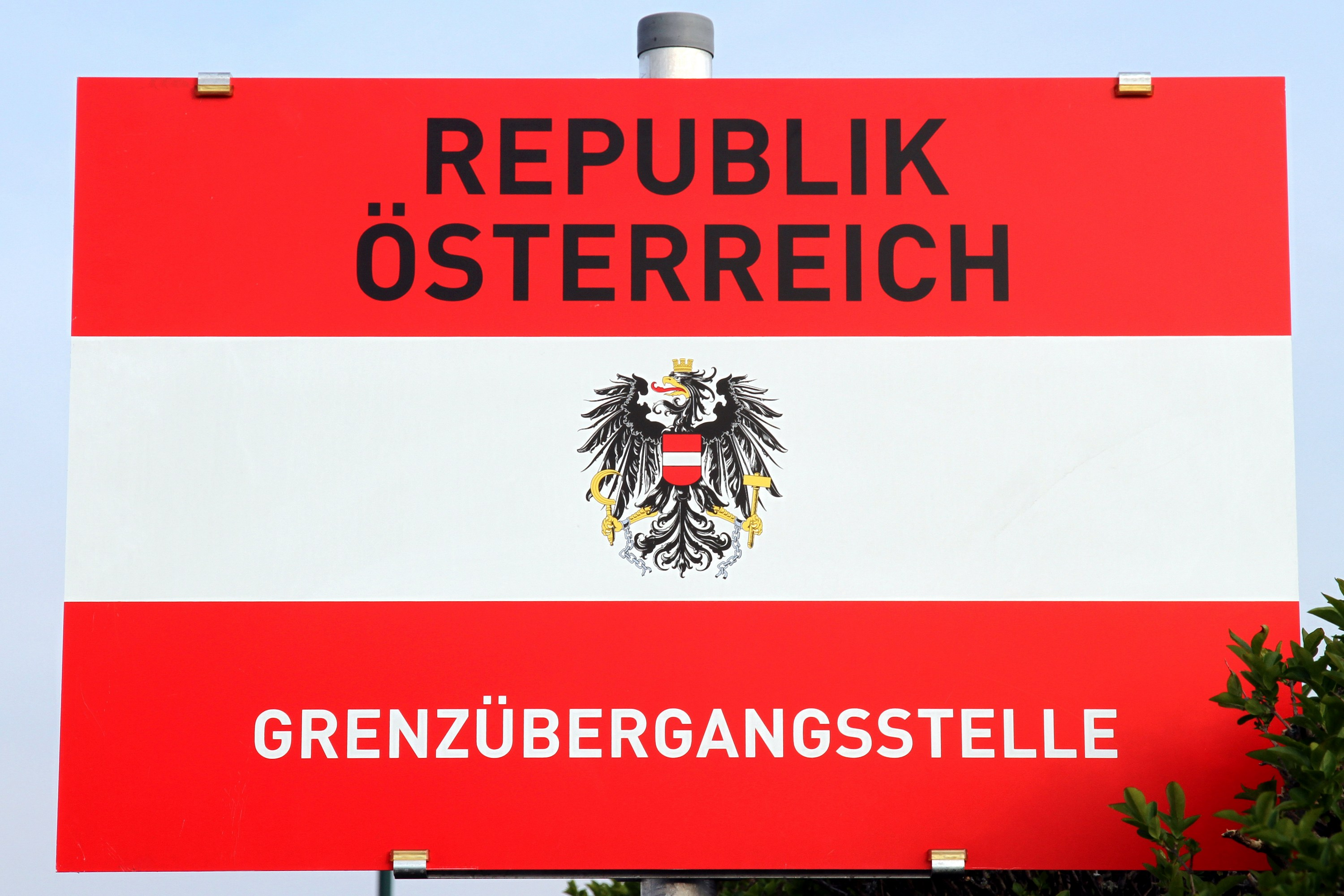
Österreichische Grenzübertrittstafel, wie sie nach dem EU-Beitritt aufgestellt werden

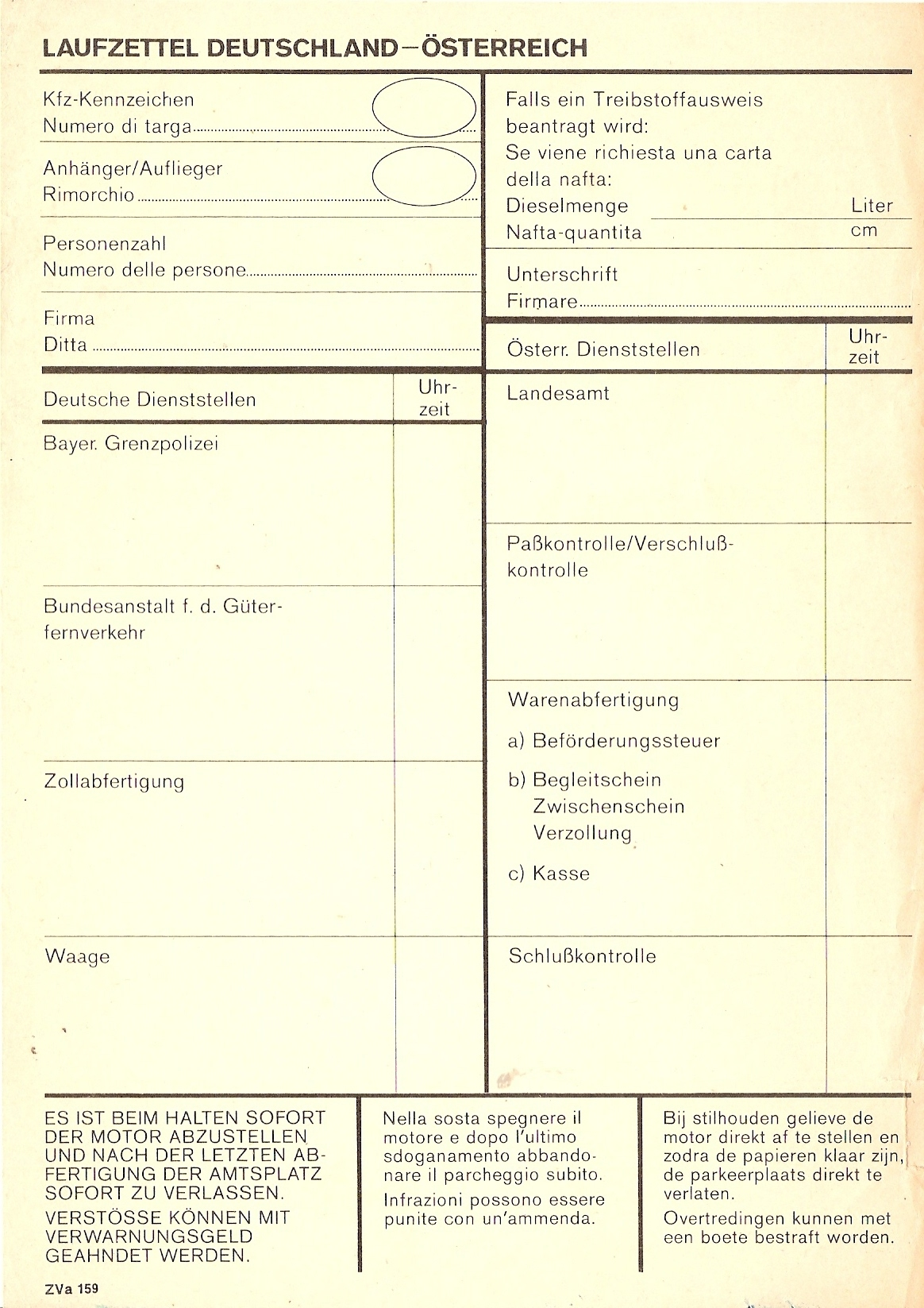
Laufzettel D - A Straßentransport aus den 1980er Jahren

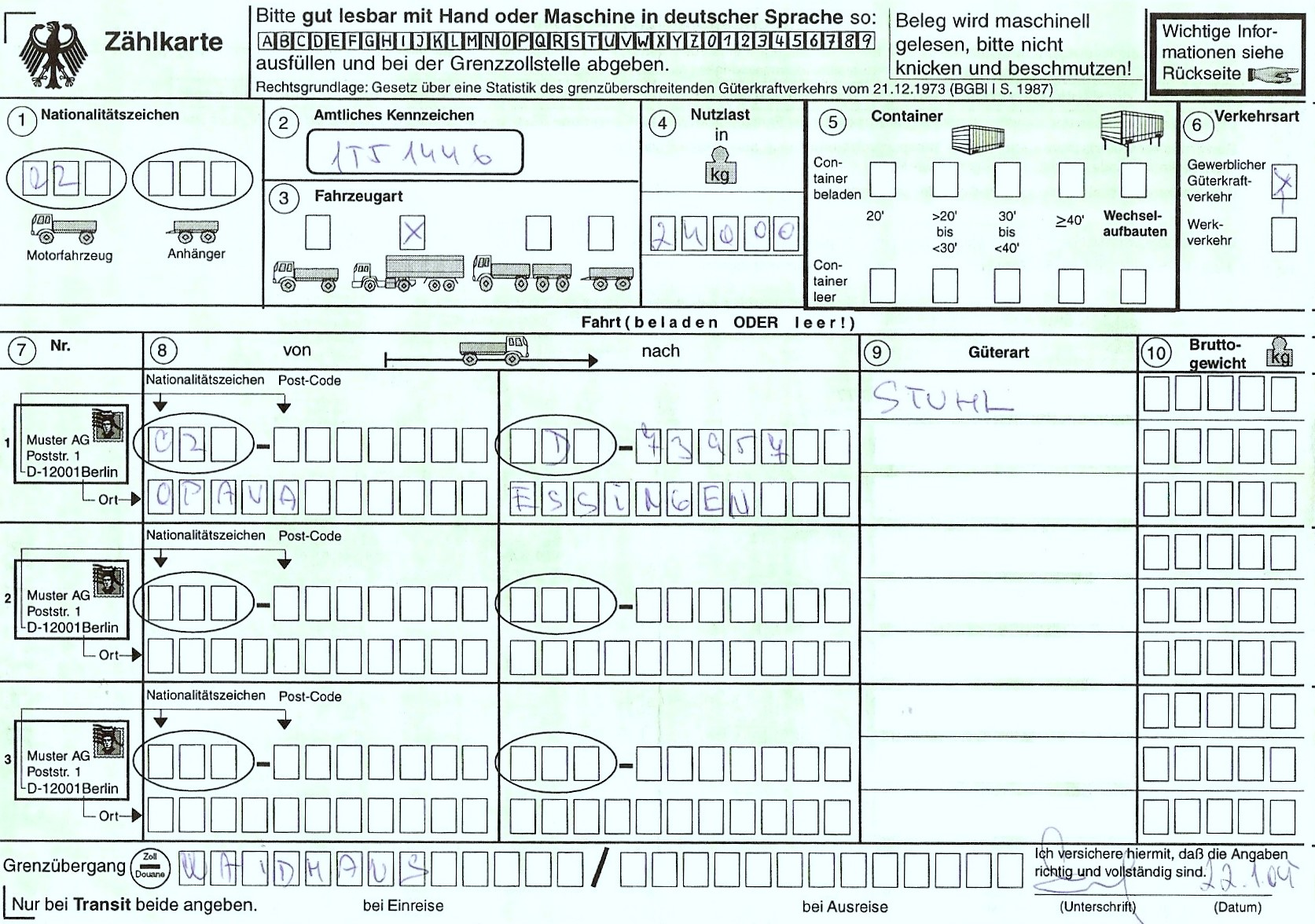
Zählkarte D-Grenze bis 2004

Die Grenzübergänge Österreichs zu den Nachbarstaaten prägten das Leben in vielen grenznahen Regionen. Seit dem 19. Dezember 2011 sind alle Nachbarstaaten Österreichs Teil des Schengen-Raums. Dies bedeutet das Wegfallen der Personenkontrollen an den Staatsgrenzen. Für Aufgaben nach dem Grenzkontrollgesetz ist die Bundespolizei zuständig.

## Geschichtliche Zusammenhänge
Vor allem der Eiserne Vorhang, der die Grenzübergänge von Österreich in die östlichen Nachbarstaaten blockierte, bremste die wirtschaftliche Entwicklung der Regionen beiderseits der Grenze. Aufgrund der Eingliederung Österreichs in den Europäischen Binnenmarkt, bzw. in die Zollunion, wurden seit dem EU-Beitritt 1995 an den Grenzübergängen nach Deutschland und Italien keine Zollkontrollen mehr durchgeführt. Am 28. April 1995 trat Österreich dem Schengener Abkommen bei. Die Aufhebung der Grenzkontrollen in Richtung Deutschland und Italien erfolgte zum 1. April 1998. Zum 1. Mai 2004 fielen die Zollkontrollen an den Grenzübergängen zu den neuen Mitgliedstaaten Tschechien, Slowakei, Ungarn und Slowenien weg. Zum 21. Dezember 2007 wurden Tschechien, die Slowakei, Ungarn und Slowenien Teil des Schengen-Raums, was den Wegfall der Personenkontrollen bedeutete. Die Schweiz wurde zum 12. Dezember 2008 auch Teil des Schengen-Raums. Da die Schweiz aber keine Zollunion mit der EU eingegangen ist, bleiben Warenkontrollen an der Grenze trotz Wegfalls der Personenkontrollen aufrecht. Bei besonderen Anlässen wie z. B. der Fußball-Europameisterschaft 2008 wurden die Grenzkontrollen an den österreichischen Staatsgrenzen vorübergehend wieder eingeführt.
Durch die Flüchtlingskrise in Europa 2015 kam es in Österreich zur teilweisen Wiedereinführung von Grenzkontrollen. Zusätzlich wurden Einheiten des österreichischen Bundesheers an die Grenze beordert. Die Errichtung eines so genannten „Grenzzaunes“, einer etwa 3,7 Kilometer langen und 2,5 Meter hohen Grenzbefestigung aus speziellem Maschendraht, geschah am Grenzübergang Spielfeld ab Dezember 2015.
Grundsätzlich ist laut Artikel 20 Schengener Grenzkodex der Grenzübertritt an den EU-Binnengrenzen der Mitgliedstaaten des Schengener Abkommens an jeder Stelle erlaubt, unabhängig von der Staatsangehörigkeit der betreffenden Person.
Im Gegensatz zu den Straßenübergängen haben einige Grenzbahnhöfe nach wie vor eine Bedeutung für den grenzüberschreitenden Eisenbahnverkehr, denn außer zu Deutschland und der Schweiz bilden die österreichischen Grenzen ebenfalls Grenzen verschiedener Bahnstromsysteme. Grenzüberschreitende Strecken müssen mit Mehrsystemfahrzeugen bedient werden oder es muss ein Lokomotivwechsel erfolgen. Wegen der Sprachgrenze erfolgt in der Regel auch ein Wechsel des Zugpersonals.

## Liste der Grenzübergänge
Zu den Nachbarstaaten gibt oder gab es nach dem Zweiten Weltkrieg folgende Grenzübergänge (bei den Eisenbahnstrecken sind alle Grenzübergänge seit dem Ende der Monarchie aufgelistet).
Die Grenzübergänge sind in folgender Reihenfolge aufgelistet: von Tschechien – im Norden – beginnend im Uhrzeigersinn rund um Österreich. An den Schengenbinnengrenzen werden die per Kraftfahrzeug passierbaren Stellen gelistet sowie einige ausgewählte, per Fahrrad oder zu Fuß passierbare Stellen. Letztere sind nicht vollständig erfasst, da Schengenbinnengrenzen an jeder beliebigen Stelle passiert werden dürfen, sofern dem nicht andere Rechtsvorschriften (Fahrverbote, Verletzung von Eigentumsrechten etc.) entgegenstehen.

### Tschechien

Tschechien

Mit Tschechien hat Österreich eine gemeinsame Staatsgrenze mit einer Länge von 362 km.

#### Straßen- und Wegübergänge
| Grenzübergang                 | Ort im Nachbarstaat                                             | Art des Überganges    | bis            | Bemerkung                          |
| Oberösterreich                | Oberösterreich                                                  | Oberösterreich        | Oberösterreich | Oberösterreich                     |
| ----------------------------- | --------------------------------------------------------------- | --------------------- | -------------- | ---------------------------------- |
| Schöneben                     | Zadní Zvonková (Hinter-Glöckelberg)                             | 1558 ↔ Straße         | *              | Beschränkte Fahrzeugtypen          |
| Guglwald                      | Přední Výtoň (Vorder Heuraffl)                                  | Straße                | *              |                                    |
| Weigetschlag                  | Studánky (Kaltenbrunn)                                          | ↔ 161                 | *              |                                    |
| Deutsch Hörschlag             | Český Heršlák (Böhmisch Hörschlag)                              | Fahrweg               | *              |                                    |
| Wullowitz                     | Dolní Dvořiště (Unterhaid)                                      | ↔                     | *              | Ausbau zur in Planung[veraltet]    |
| Niederösterreich              |                                                                 |                       |                |                                    |
| Stadlberg Bucherser Kapelle   | Pohoří na Šumavě (Buchers)                                      | Feldweg               | *              |                                    |
| Moorbad Harbach               | Šejby (Scheiben)                                                | Fahrweg               | *              | Beschränkung: bis 3,5 Tonnen       |
| Pyhrabruck                    | Nové Hrady (Gratzen)                                            | ↔ Straße              | *              |                                    |
| Gmünd Wielands                | České Velenice (Gmünd-Bahnhof, Gmünd III, urspr. Unterwielands) | Straße                | *              |                                    |
| Gmünd Böhmzeil                | České Velenice                                                  | ↔ 103                 | *              |                                    |
| Gmünd                         | České Velenice Hospordasky Park (Wirtschaftspark)               | Straße                | *              |                                    |
| Neu-Nagelberg                 | Halámky (Witschkoberg)                                          | ↔                     | *              |                                    |
| Litschau/Schlag               | Chlum u Třeboně (Chlumetz)                                      | ↔ Straße              | *              |                                    |
| Grametten                     | Nová Bystřice (Neubistritz, urspr. Neufistritz)                 | ↔ 128                 | *              |                                    |
| Hirschenschlag                | Artolec (Artholz)                                               | 8179 ↔ Straße         | *              | Bis 3,5 t                          |
| Fratres                       | Slavonice (Zlabings)                                            | ↔ 406                 | *              |                                    |
| Schaditz                      | Hluboká (Frauenberg)                                            | Straße                | *              | Beschränkte Fahrzeugtypen          |
| Oberthürnau                   | Vratěnín (Fratting)                                             | 1187 ↔ Straße         | *              | Bis 3,5 t                          |
| Heinrichsreith                | Stálky (Stallek)                                                | Straße                | *              | Touristischer Übergang (seit 2006) |
| Langau                        | Šafov (Schaffa)                                                 | Straße ↔ 398          | *              |                                    |
| Felling                       | Podmyče (Pomitsch)                                              | Straße                | *              | Fußgänger und Radfahrer            |
| Hardegg                       | Čížov (Zaisa)                                                   | Straße                | *              | Fußgänger (seit 1990)              |
| Mitterretzbach-Heiliger Stein | Hnanice (Gnadlersdorf)                                          | Straße                | *              | Fußgänger und Radfahrer            |
| Mitterretzbach                | Hnanice                                                         | ↔ 413                 | *              |                                    |
| Kleinhaugsdorf                | Hatě (Haid)                                                     | ↔                     | *              | Ausbau zur In Planung[veraltet]    |
| Seefeld-Kadolz                | Jaroslavice (Joslowitz)                                         | Straße                | *              |                                    |
| Zwingendorf                   | Jaroslavice                                                     | Straße                | *              |                                    |
| Laa an der Thaya              | Hevlín (Höflein an der Thaya)                                   | ↔ 415                 | *              |                                    |
| Wildendürnbach                | Nový Přerov (Neuprerau)                                         | Fahrweg               | *              |                                    |
| Ottenthal                     | Mikulov (Nikolsburg)                                            | ↔ Straße              | *              | Bis 3,5 t                          |
| Drasenhofen                   | Mikulov                                                         | ↔                     | *              |                                    |
| Drasenhofen                   | Mikulov                                                         | ↔                     | *              | In Planung[veraltet]               |
| Schrattenberg                 | Valtice (Feldsberg)                                             | ↔ Straße (Fürstenweg) | *              | Bis 3,5 t                          |
| Katzelsdorf                   | Valtice                                                         | ↔ Straße              | *              | Bis 7,5 t                          |
| Reintal                       | Poštorná (Unterthemenau)                                        | ↔                     | *              | Bis 3,5 t                          |
| Bernhardsthal                 | Poštorná                                                        | 3150 ↔ Waldweg        | *              | Bis 3,5 t                          |

* Die Grenzkontrollen wurden im Zuge der Schengen-Erweiterung zum 21. Dezember 2007 eingestellt.
Daneben gab es noch mehrere Grenzübergänge, die nur zu Fuß oder mit dem Fahrrad passiert werden durften.

#### Eisenbahnübergänge
| letzte Station in Österreich | erste Station in Tschechien             | Kilometer      | eröffnet         | aufgelassen    | Bemerkung                                                                           |
| Oberösterreich               | Oberösterreich                          | Oberösterreich | Oberösterreich   | Oberösterreich | Oberösterreich                                                                      |
| ---------------------------- | --------------------------------------- | -------------- | ---------------- | -------------- | ----------------------------------------------------------------------------------- |
| Summerau                     | Horní Dvořiště (Oberhaid)               | 61,097         | 28. Oktober 1918 | *              | Summerauer Bahn                                                                     |
| Niederösterreich             |                                         |                |                  |                |                                                                                     |
| Gmünd                        | České Velenice (Gmünd-Bahnhof)          | 163,100        | 1. August 1920   | *              | Franz-Josefs-Bahn                                                                   |
| Gmünd Wieden                 | České Velenice (Gmünd Oberschule)       |                | 1. August 1920   | 1950           | Waldviertler Schmalspurbahnen                                                       |
| Gmünd Böhmzeil               | České Velenice (Gmünd-Bahnhof)          |                | 1. August 1920   | 1950           | Waldviertler Schmalspurbahnen                                                       |
| Fratres                      | Slavonice (Zlabings)                    | ~ 34,500       | 28. Oktober 1918 | 1945           | Thayatalbahn                                                                        |
| Unterretzbach                | Šatov (Schattau)                        | 87,660         | 28. Oktober 1918 | *              | Österreichische Nordwestbahn - Personenverkehr Wiedereröffnung in den 1990er Jahren |
| Laa an der Thaya             | Hevlín (Höflein)                        | ~ 84,300       | 28. Oktober 1918 | Dezember 1945  | Laaer Ostbahn                                                                       |
| Wildendürnbach               | Novosedly-Drnholec (Neusiedl-Dürrnholz) | ~ 120,300      | 28. Oktober 1918 | April 1945     | Nordbahn-Zweigstrecke                                                               |
| Bernhardsthal Hst.           | Břeclav (Lundenburg)                    | 77,993         | 28. Oktober 1918 | *              | Nordbahn                                                                            |

* Die Grenzkontrollen wurden im Zuge der Schengen-Erweiterung zum 21. Dezember 2007 eingestellt.

### Slowakei

Slowakei

Mit der Slowakei hat Österreich eine gemeinsame Staatsgrenze mit einer Länge von 91 km. Von den sieben Straßen- und Wegübergängen von Niederösterreich bzw. vom Burgenland zur Slowakei führen sechs davon in die Hauptstadt Bratislava. Die drei Bahnübergänge von Österreich führen alle nach Bratislava.

#### Straßen- und Wegübergänge
| Grenzübergang        | Ort im Nachbarstaat                          | Art des Überganges                 | bis              | Bemerkung                 |
| Niederösterreich     | Niederösterreich                             | Niederösterreich                   | Niederösterreich | Niederösterreich          |
| -------------------- | -------------------------------------------- | ---------------------------------- | ---------------- | ------------------------- |
| Hohenau an der March | Moravský Svätý Ján (St. Johann an der March) | Pontonbrücke seit 1994             | *                | Bis 7,5 t, Busse bis 18 t |
| Marchegg             | Bratislava (Preßburg)                        | ↔                                  |                  | Baubeginn 2019[veraltet]  |
| Schloss Hof          | Bratislava (Devínska Nová Ves)               | Brücke für Fußgänger und Radfahrer | *                | seit 9. August 2012       |
| Berg                 | Bratislava (Petržalka)                       | ↔                                  | *                |                           |
| Burgenland           |                                              |                                    |                  |                           |
| Kittsee              | Bratislava (Petržalka)                       | Straße                             | *                | **                        |
| Kittsee              | Bratislava (Jarovce)                         | Straße                             | *                | **                        |
| Kittsee              | Bratislava (Jarovce)                         | ↔                                  | *                |                           |

* Die Grenzkontrollen wurden im Zuge der Schengen-Erweiterung zum 21. Dezember 2007 eingestellt.
** Während die anderen Grenzübergänge vom jeweiligen Eigentümer (BIG oder Gemeinden) verkauft werden, bleibt das Gebäude am Grenzübergang in Kittsee auf Grund internationaler Verträge im Besitz der BIG.

#### Eisenbahnübergänge
| letzte Station in Österreich | erste Station in der Slowakei  | Kilometer        | eröffnet                          | aufgelassen      | Bemerkung          |
| Niederösterreich             | Niederösterreich               | Niederösterreich | Niederösterreich                  | Niederösterreich | Niederösterreich   |
| ---------------------------- | ------------------------------ | ---------------- | --------------------------------- | ---------------- | ------------------ |
| Marchegg                     | Bratislava (Devínska Nová Ves) | 37,910           | 28. Oktober 1918                  | *                | Marchegger Ostbahn |
| Berg                         | Bratislava / Preßburg          | 60,809           | Sommer 1920                       | 3. April 1945    | Pressburger Bahn   |
| Burgenland                   |                                |                  |                                   |                  |                    |
| Kittsee                      | Bratislava (Petržalka)         | ~ 22,4           | 25. Jänner 1921 15. Dezember 1998 | 1945 *           | Kittseer Ostbahn   |

* Die Grenzkontrollen wurden im Zuge der Schengen-Erweiterung zum 21. Dezember 2007 eingestellt.

#### Sonstige Übergänge
| Grenzübergang         | Ort im Nachbarstaat | Art des Überganges                                    | bis              | Bemerkung        |
| Niederösterreich      | Niederösterreich    | Niederösterreich                                      | Niederösterreich | Niederösterreich |
| --------------------- | ------------------- | ----------------------------------------------------- | ---------------- | ---------------- |
| Angern an der March   | Záhorská Ves        | Fähre seit 6. Mai 2001 05:00 bis 22:00 Uhr, bis 7,5 t | *                | March            |
| Hainburg an der Donau | Bratislava          | Schifffahrt                                           | *                | Donau            |

* Die Grenzkontrollen wurden im Zuge der Schengen-Erweiterung zum 21. Dezember 2007 eingestellt.

### Ungarn

Ungarn

Mit Ungarn hat Österreich eine gemeinsame Staatsgrenze mit einer Länge von 366 km, an Ungarn grenzt nur das Burgenland in Österreich.

#### Straßen- und Wegübergänge
| Grenzübergang                               | Ort im Nachbarstaat                            | Art des Überganges | seit             | bis        | Bemerkung |
| Burgenland                                  | Burgenland                                     | Burgenland | Burgenland       | Burgenland | Burgenland |
| ------------------------------------------- | ---------------------------------------------- | --- | ---------------- | ---------- | --- |
| Deutsch Jahrndorf                           | Rajka (Ragendorf)                              | 202 ↔ |                  | *          | |
| Nickelsdorf                                 | Hegyeshalom (Straß-Sommerein)                  | ↔ |                  | *          | |
| Nickelsdorf                                 | Hegyeshalom (Straß-Sommerein)                  | ↔ |                  | *          | |
| Halbturn                                    | Albertkázmérpuszta (Albert-Kasimir-Hof)        | Straße, Grenzstein A47 |                  | *          | Fußgänger, Radfahrer, Reiter mit Pferden                                                                                   |
| Halbturn                                    | Albertkázmérpuszta (Albert-Kasimir-Hof)        | 211 ↔, Grenzstein A45 |                  | *          | Fußgänger, Radfahrer, Motorräder, Kraftfahrzeuge bis 3,5 t (ausgenommen Anrainerverkehr und landwirtschaftliche Fahrzeuge) |
| Andau                                       | Jánossomorja (Sankt Johann auf dem Heideboden) | 206 ↔ |                  | *          | |
| Andau                                       | Osli                                           | Wegbrücke | 1996             | *          | Fußgänger und Radfahrer (Brücke von Andau)                                                                                 |
| Pamhagen                                    | Fertőd                                         | ↔ | etwa 1991 / 2000 | *          | Sperre 1955; Übergang zuerst für Fußgänger und Radfahrer, später Landwirtschaft, dann für Motorisierte allgemein geöffnet  |
| Mörbisch am See                             | Fertőrákos (Kroisbach)                         | Weg, Grenzstein B2/4 |                  | *          | Fußgänger, Radfahrer, Pferdekutschen                                                                                       |
| St. Margarethen                             | Sopronkőhida (Steinambrückl)                   | 210 ↔ | 2007             | *          | Bis 3,5 t |
| Klingenbach                                 | Sopron (Ödenburg)                              | ↔ |                  | *          | siehe Grenzübergang Klingenbach/Sopron bis 20 t                                                                            |
| Schattendorf                                | Ágfalva (Agendorf)                             | Straße, Grenzstein B18; durchgehend; Montag bis Freitag (an Werktagen) in der Zeit von 05:00 Uhr bis 08:00 Uhr und von 16:00 Uhr bis 19:00 Uhr nur für Fußgänger, Radfahrer, Reiter mit Pferd, sowie land- und forstwirtschaftlicher Verkehr | 2007             | *          | Fußgänger, Radfahrer, Motorräder, Reiter mit Pferden, land- und forstwirtschaftlicher Verkehr, Kraftfahrzeuge bis 3,5 t    |
| Loipersbach                                 | Ágfalva (Agendorf)                             | Weg, Grenzstein B 20/2 | 2007             | *          | Fußgänger, Radfahrer, Reiter mit Pferden                                                                                   |
| Sieggraben (Herrentisch)                    | Sopron (Ödenburg)                              | Weg, Grenzstein B28 | 2007             | *          | Fußgänger, Radfahrer, Reiter mit Pferden                                                                                   |
| Ritzing                                     | Brennbergbánya (Brennberg)                     | Straße | 2007             | *          | Fußgänger, Radfahrer, Motorräder, Reiter mit Pferden, land- und forstwirtschaftlicher Verkehr, Kfz bis 3,5 t               |
| Neckenmarkt                                 | Harka (Harkau)                                 | Straße | 2007             | *          | Fußgänger, Radfahrer, Reiter mit Pferden, Verkehr mit land- und forstwirtschaftlichen Fahrzeugen                           |
| Deutschkreutz                               | Harka (Harkau)                                 | Straße, Grenzstein B44 |                  | *          | Fußgänger, Radfahrer, Motorräder, Reiter mit Pferden, land- und forstwirtschaftlicher Verkehr, Kraftfahrzeuge bis 3,5 t    |
| Deutschkreutz                               | Kópháza (Kohlenhof)                            | ↔ , zwischen den Grenzpunkten B46/2a und B46/2c | 2007             | *          | Fußgänger, Radfahrer, Motorräder, Personenkraftwagen, Busse allg. Lastkraftwagen ohne Tonnenbeschränkung                   |
| Deutschkreutz                               | Nagycenk (Großzinkendorf)                      | Straße, Grenzstein B50 |                  | *          | Fußgänger, Radfahrer, Motorräder, Reiter mit Pferden, land- und forstwirtschaftlicher Verkehr, Kraftfahrzeuge bis 3,5 t    |
| Nikitsch                                    | Sopronkövesd (Gissing)                         | Straße, zwischen den Grenzsteinen A29/1 und A29/3 | 2007             | *          | Fußgänger, Radfahrer, Motorräder, Reiter mit Pferden, land- und forstwirtschaftlicher Verkehr, Kraftfahrzeuge bis 3,5 t    |
| Nikitsch                                    | Zsira (Tening)                                 | Straße, Grenzstein B70 | 2007             | *          | Fußgänger, Radfahrer, Motorräder, Reiter mit Pferden, land- und forstwirtschaftlicher Verkehr, Kraftfahrzeuge bis 3,5 t    |
| Lutzmannsburg                               | Zsira (Tening)                                 | Straße | 2007             | *          | Kfz bis 3,5 t (Umfahrung) nur für Fußgänger und Radfahrer (alte Straße)                                                    |
| Rattersdorf                                 | Kőszeg (Güns)                                  | ↔ |                  | *          | |
| Rechnitz                                    | Bozsok (Poschendorf)                           | 242 ↔ 8781 |                  | *          | |
| Schachendorf                                | Bucsu (Butsching)                              | ↔ |                  | *          | |
| Schandorf                                   | Narda (Nahring)                                | Straße | 2007             | *          | Fußgänger, Radfahrer, Reiter und landwirtschaftliche Fahrzeuge                                                             |
| Deutsch-Schützen                            | Pornóapáti (Pernau)                            | Straße | 2007             | *          | Bis 3,5 t |
| Eberau                                      | Szentpéterfa (Prostrum)                        | 270 ↔ 87115 | 2019             | *          | |
| Strem                                       | Pinkamindszent (Allerheiligen)                 | ↔ |                  | *          | |
| Reinersdorf                                 | Pinkamindszent (Allerheiligen)                 | Straße | 2007             | *          | |
| Inzenhof                                    | Rönök (Radling)                                | Straße | 2007             | *          | Fußgänger, Radfahrer und Reiter                                                                                            |
| Heiligenkreuz im Lafnitztal                 | Rábafüzes (Raab-Fidisch)                       | ↔ |                  | *          | Ausbau zur in Bau |
| Heiligenkreuz im Lafnitztal Wirtschaftspark | Szentgotthárd (Sankt Gotthard)                 | Straße |                  | *          | |
| Mogersdorf                                  | Szentgotthárd (Sankt Gotthard)                 | Straße | 2007             | *          | Bis 3,5 t |

* Die Grenzkontrollen wurden im Zuge der Schengen-Erweiterung zum 21. Dezember 2007 eingestellt.
- Straßengrenzübergänge

Straßengrenzübergänge
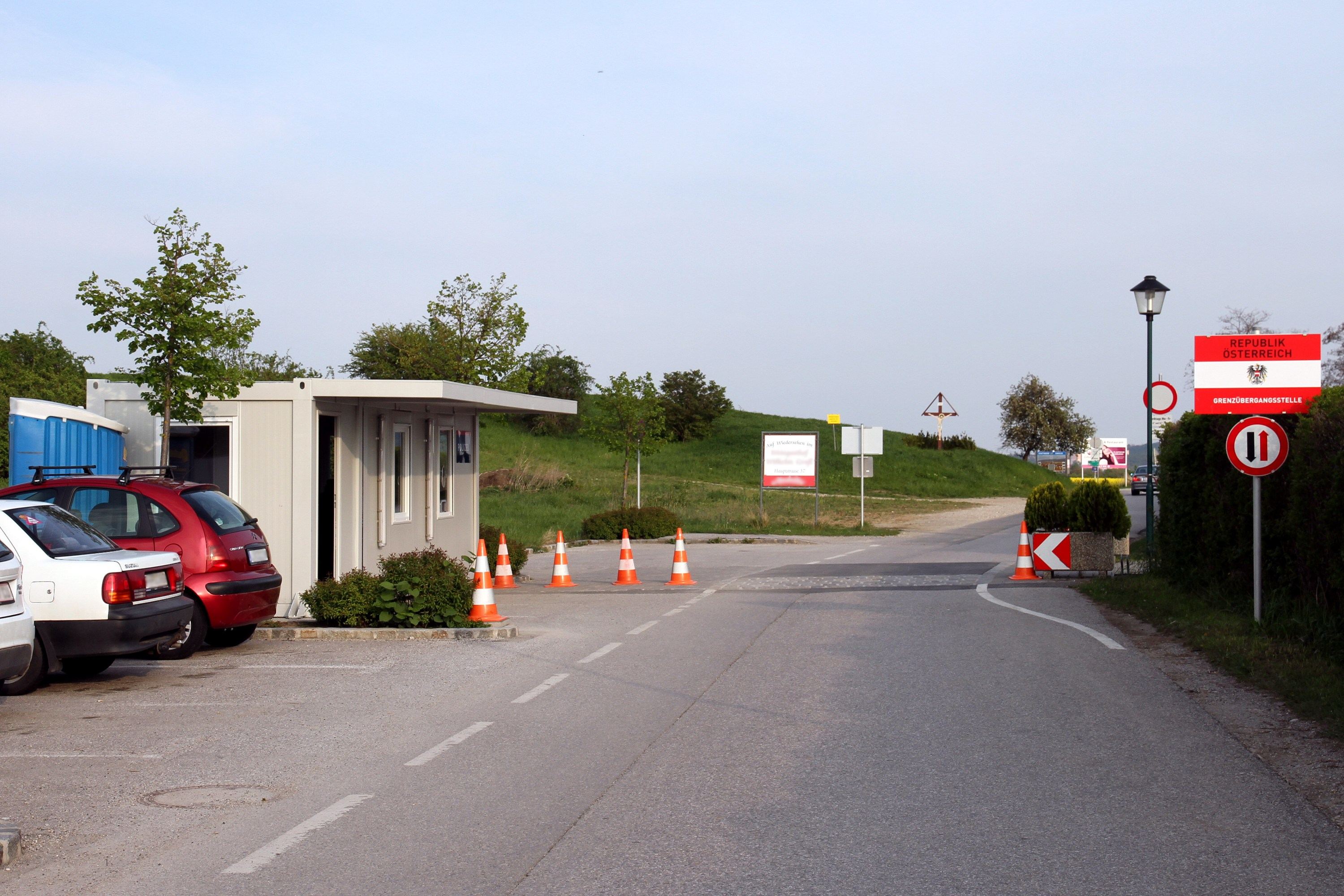
Schattendorf ↔ Ágfalva
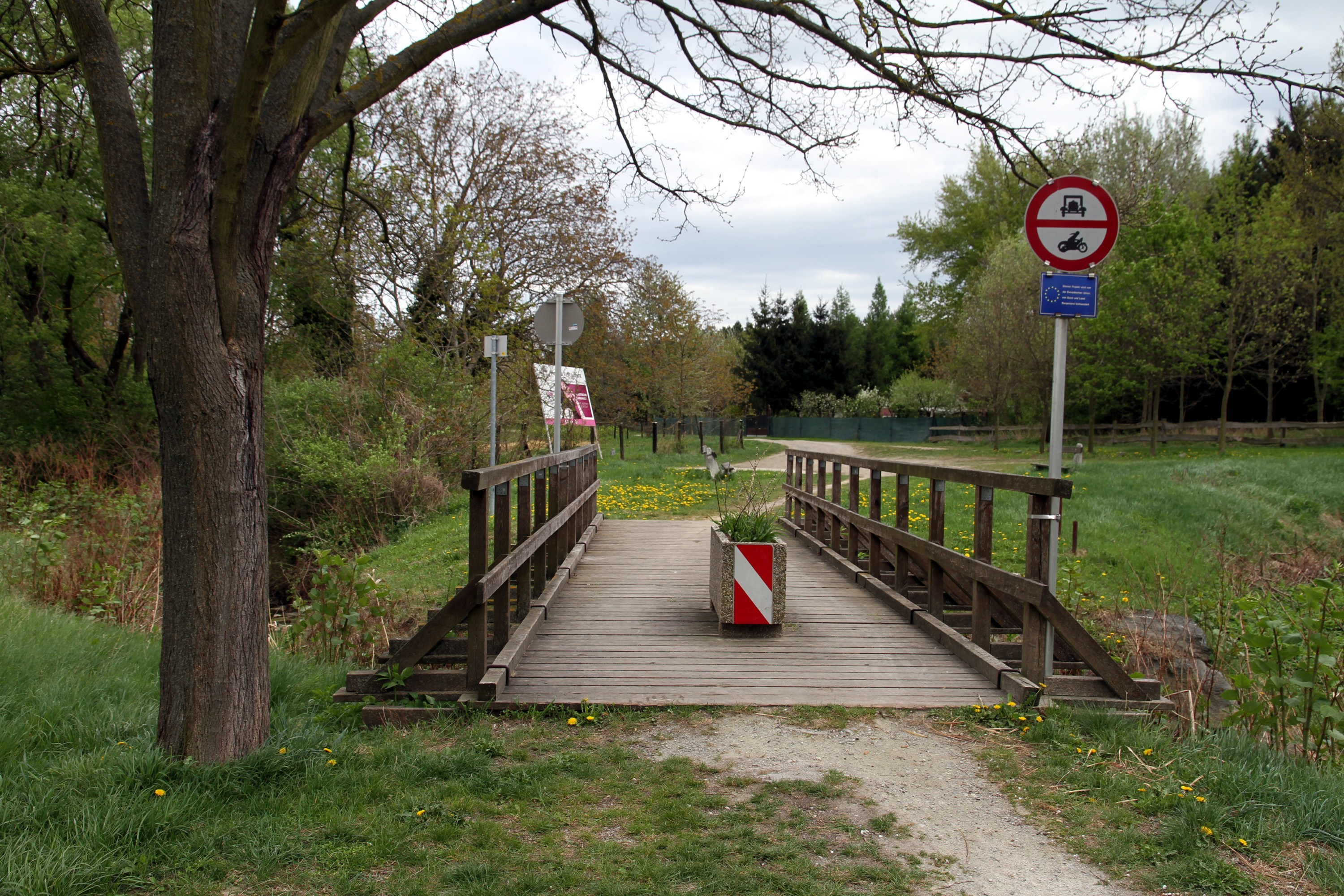
Loipersbach ↔ Ágfalva
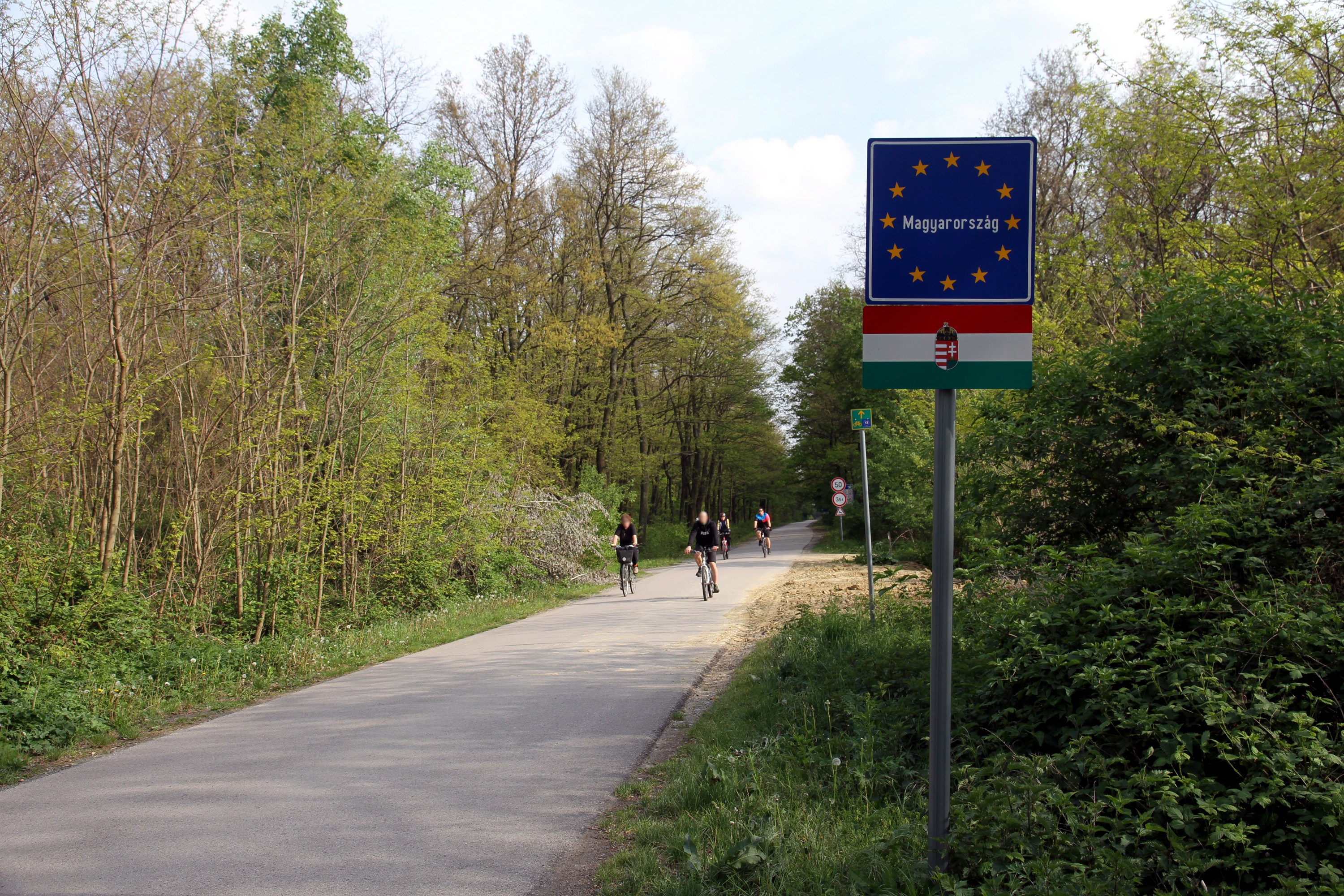
Nikitsch ↔ Zsira
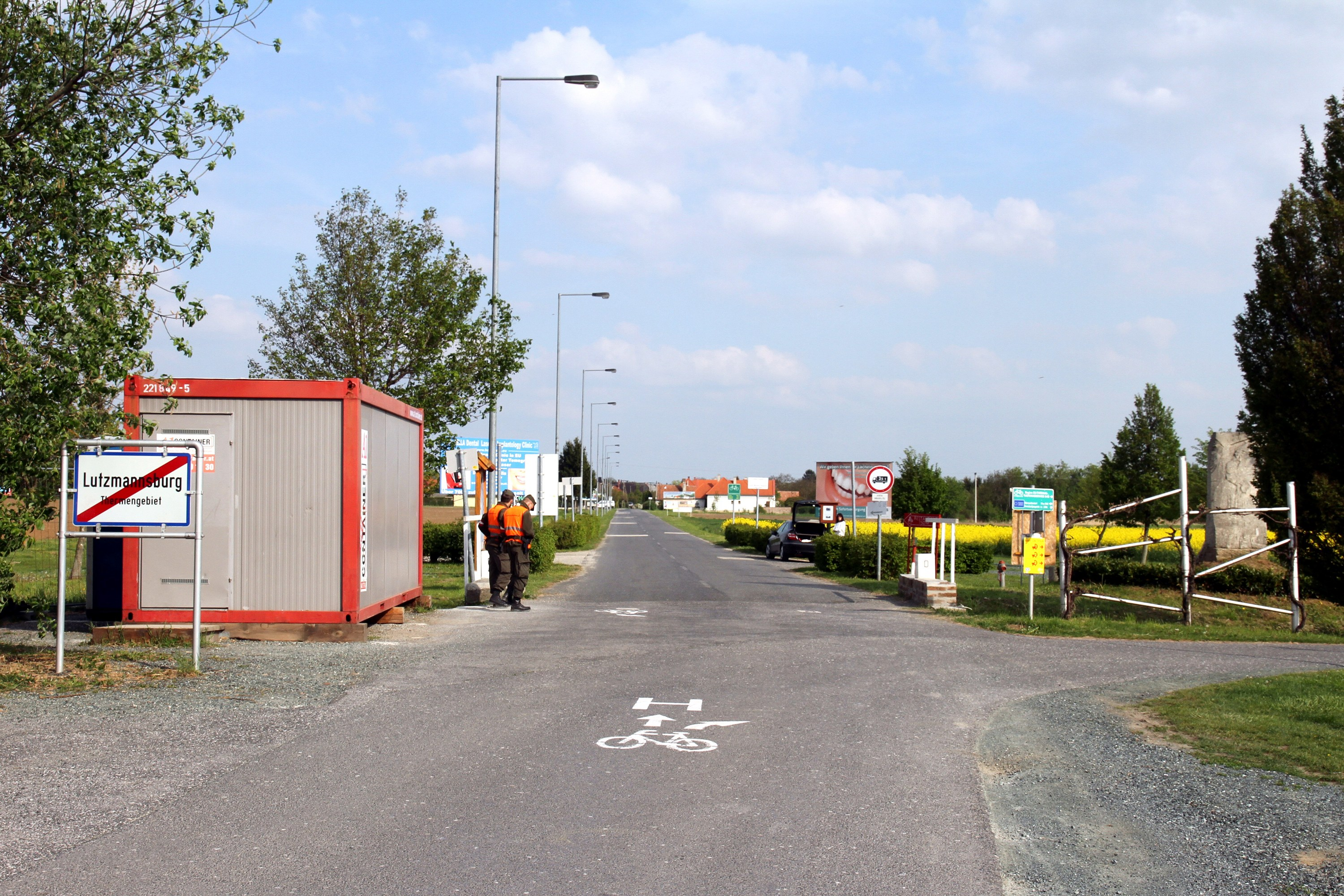
Lutzmannsburg ↔ Zsira
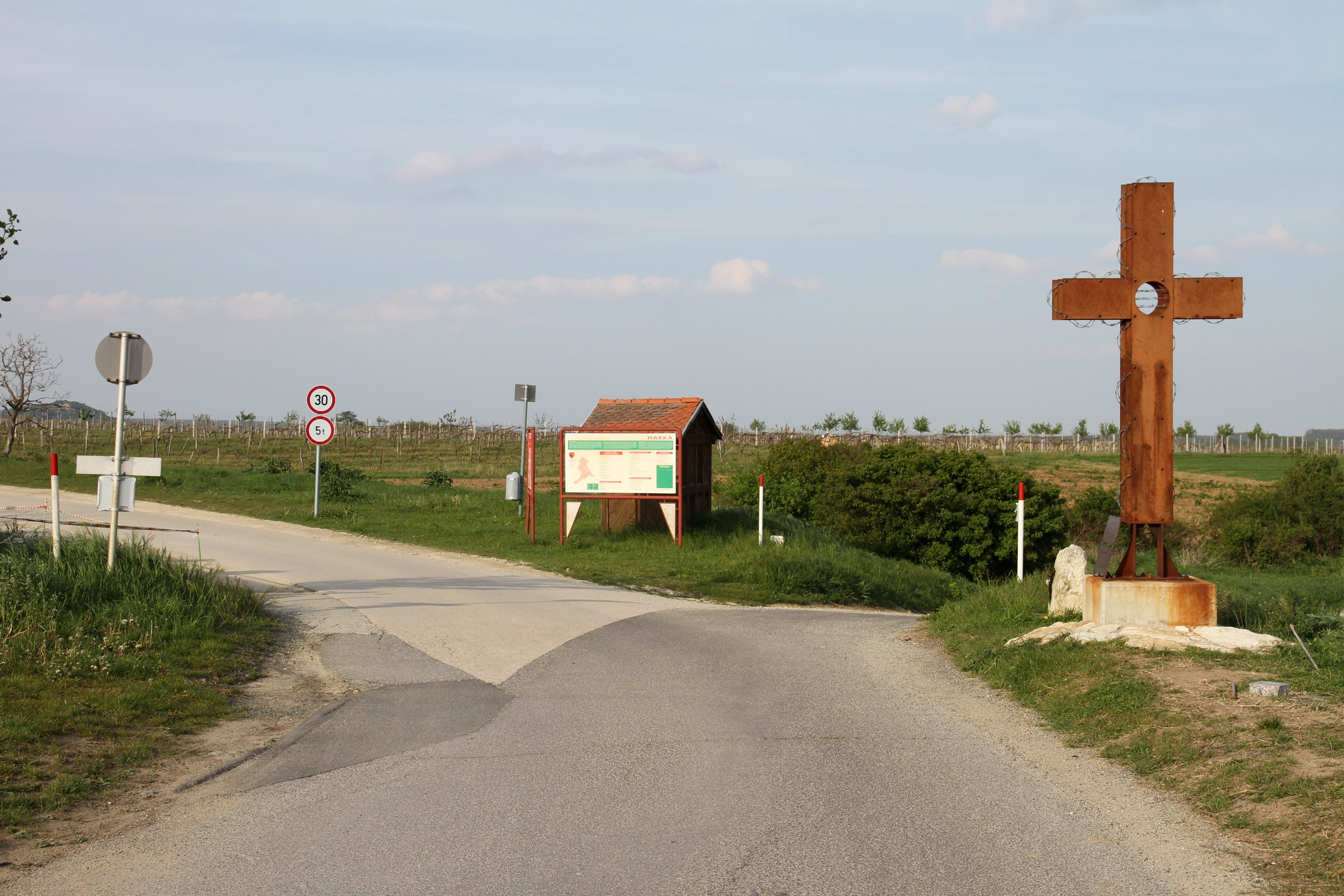
Neckenmarkt ↔ Harka
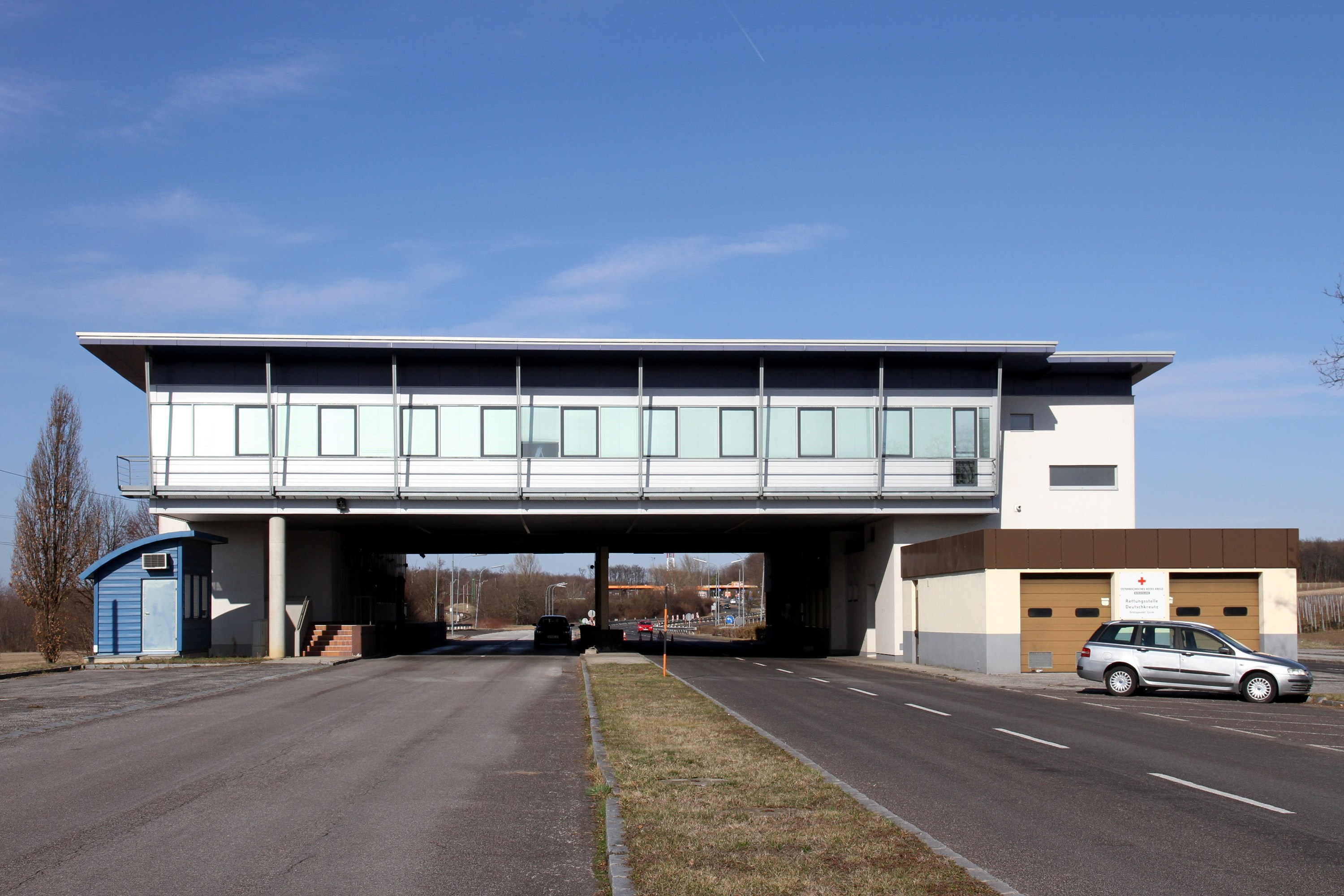
Deutschkreutz ↔ Kópháza
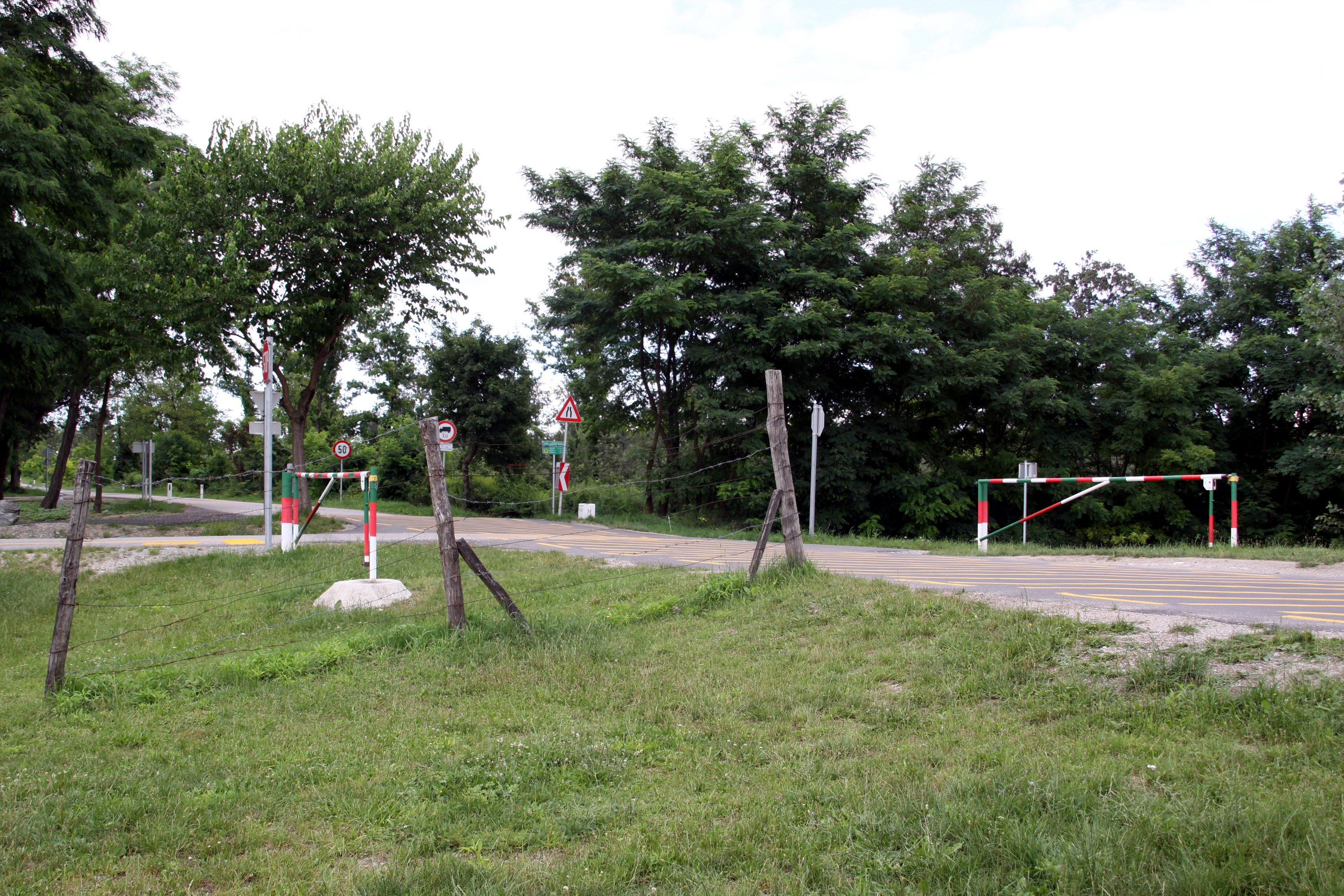
St. Margarethen ↔ Sopronkőhida

#### Eisenbahnübergänge
| letzte Station in Österreich                                            | erste Station in Ungarn        | Kilometer              | eröffnet          | aufgelassen      | Bemerkung                                                           |
| Burgenland                                                              | Burgenland                     | Burgenland             | Burgenland        | Burgenland       | Burgenland                                                          |
| ----------------------------------------------------------------------- | ------------------------------ | ---------------------- | ----------------- | ---------------- | ------------------------------------------------------------------- |
| Nickelsdorf                                                             | Hegyeshalom (Straß-Sommerein)  | ÖBB 67,418 MÁV 192,720 | 25. Jänner 1921   | *                | Österreichische Ostbahn                                             |
| St. Andrä am Zicksee                                                    | Újszajdamajor (Neu Saida)      | ~ 13,7                 | 1928              | 1939             | Pferdeeisenbahn (600 mm Schmalspur)                                 |
| Pamhagen                                                                | Fertőszéplak–Fertőd            | ~ 64,2                 | 25. Jänner 1921   | *                | Neusiedler Seebahn - 1955 bis 1990 kein planmäßiger Personenverkehr |
| Baumgarten                                                              | Sopron (Ödenburg)              | ~ 89,7                 | 25. Jänner 1921   | *                | Raab-Ödenburg-Ebenfurther Eisenbahn                                 |
| Loipersbach-Schattendorf                                                | Ágfalva (Agendorf)             | 25,434                 | 25. Jänner 1921   | *                | Mattersburger Bahn                                                  |
| Deutschkreutz                                                           | Harka (Harkau)                 | 6,602                  | 25. Jänner 1921   | *                | Burgenlandbahn                                                      |
| Lutzmannsburg                                                           | Répcevis (Heils)               | ~ 13,5                 | 25. Jänner 1921   | 14. Mai 1933     | Oberloisdorf – Wichs/Bük                                            |
| Rattersdorf-Liebing                                                     | Kőszeg (Güns)                  | 53,1                   | 25. Jänner 1921   | 28. April 1969   | Burgenlandbahn                                                      |
| Rechnitz                                                                | Bucsu (Butsching)              | 13,5                   | 17. Dezember 1888 | 28. Februar 1953 | Pinkatalbahn                                                        |
| Strem                                                                   | Pinkamindszent (Allerheiligen) | ~ 11,9                 | 25. Jänner 1921   | 1945             | Güssinger Bahn                                                      |
| Mogersdorf                                                              | Szentgotthárd (Sankt Gotthard) | 170,454                | 25. Jänner 1921   | *                | Steirische Ostbahn / Ungarische Westbahn                            |
| historisch = ehem. Landesgrenze Österreich ↔ Ungarn bis 25. Jänner 1921 |                                |                        |                   |                  |                                                                     |
| Bruck an der Leitha (NÖ)                                                | Parndorf (Pándorfalu)          | ~ 43,5                 | 24. Dezember 1855 | 25. Jänner 1921  | Österreichische Ostbahn                                             |
| Katzelsdorf (NÖ)                                                        | Neudörfl (Lajtaszentmiklós)    | 3,573                  | 20. August 1847   | 25. Jänner 1921  | Mattersburger Bahn                                                  |
| Hohenbrugg an der Raab (ST)                                             | Jennersdorf (Gyanafalva)       | ~ 183,6                | 1. September 1872 | 25. Jänner 1921  | Steirische Ostbahn Ungarische Westbahn                              |

* Die Grenzkontrollen wurden im Zuge der Schengen-Erweiterung zum 21. Dezember 2007 eingestellt.

#### Sonstige Übergänge
| Grenzübergang       | Ort im Nachbarstaat    | Art des Überganges | bis | Bemerkung              |
| ------------------- | ---------------------- | ------------------ | --- | ---------------------- |
| Mörbisch am See (B) | Fertőrákos (Kroisbach) | Schifffahrt        | *   | Boote am Neusiedlersee |

* Die Grenzkontrollen wurden im Zuge der Schengen-Erweiterung zum 21. Dezember 2007 eingestellt.

#### Geplante Übergänge
Ende Oktober 2017 berichtete orf.at, dass sechs neue Grenzübergänge im Grenzabschnitt zum Burgenland geschaffen werden sollen: „Im Grenzkomitat Győr-Moson-Sopron sollen die neuen Übergänge Zsira mit Lutzmannsburg, Várbalog mit Halbturn, Fertőrákos mit Sankt Margarethen im Burgenland, Rajka mit Deutsch Jahrndorf, im Komitat Vas wiederum Kőszeg mit Oberpullendorf und Szentpéterfa mit Moschendorf verbinden.“

### Slowenien

Slowenien

Mit Slowenien hat Österreich eine gemeinsame Staatsgrenze mit einer Länge von 330 km. Zusätzlich zu den aufgelisteten Straßengrenzübergängen bestehen v. a. in der Steiermark auch viele Wegübergänge, die vor der Schengen-Erweiterung nur für den Kleinen Grenzverkehr offen waren.

#### Straßen- und Wegübergänge
| Grenzübergang                                               | Ort im Nachbarstaat | Art des Überganges          | bis        | Bemerkung                                                                       |
| Burgenland                                                  | Burgenland          | Burgenland                  | Burgenland | Burgenland                                                                      |
| ----------------------------------------------------------- | ------------------- | --------------------------- | ---------- | ------------------------------------------------------------------------------- |
| Tauka                                                       | Matjaševci          | Straße                      | *          |                                                                                 |
| Bonisdorf                                                   | Kuzma               | ↔                           | *          |                                                                                 |
| Bonisdorf                                                   | Kuzma               | Weg                         | *          | Fußgänger und Radfahrer                                                         |
| Steiermark                                                  |                     |                             |            |                                                                                 |
| Sankt Anna am Aigen                                         | Kramarovci          | Straße                      | *          |                                                                                 |
| Gruisla                                                     | Fikšinci            | Straße                      | *          |                                                                                 |
| Pölten                                                      | Gerlinci            | Straße                      | *          |                                                                                 |
| Goritz                                                      | Korovci             | Straße                      | *          |                                                                                 |
| Zelting                                                     | Cankova             | Straße                      | *          |                                                                                 |
| Sicheldorf                                                  | Gederovci           | Straße                      | *          |                                                                                 |
| Bad Radkersburg                                             | Gornja Radgona      | ↔                           | *          |                                                                                 |
| Mureck                                                      | Trate               | Straße                      | *          |                                                                                 |
| Spielfeld                                                   | Šentilj             | ↔                           | *          |                                                                                 |
| Spielfeld                                                   | Šentilj             | ↔                           | *          |                                                                                 |
| Langegg                                                     | Jurij               | Straße                      | *          |                                                                                 |
| Großwalz                                                    | Duh                 | Straße                      | *          |                                                                                 |
| Radlpass                                                    | Radlje ob Dravi     | ↔                           | *          |                                                                                 |
| Laaken                                                      | Pernice             | Straße                      | *          | keine LKW und Busse                                                             |
| Gamlitz /Sulztal                                            | Spičnik             | Straße, vulgo Herzerlstraße |            | 8. Juli 2022 eröffnet                                                           |
| Oberhaag /Lieschen /Großlieschen                            | Brezni Vrh          | Straße                      |            | 8. Juli 2022 eröffnet                                                           |
| Spielfeld /bei Weingut Polz /Grössenweg am Hochgraßnitzberg | (SLO)               | Straße (?)                  |            | 8. Juli 2022 eröffnet; ab 2015 als Schleichweg genutzt, später für PKW gesperrt |
| 8 alte Grenzstellen der Stmk.                               | SLO                 | Wege (?)                    |            | ab 8. Juli 2022 entfallen, nicht mehr genutzt oder zugewachsen                  |
| Kärnten                                                     |                     |                             |            |                                                                                 |
| Lavamünd                                                    | Vič                 | ↔                           | *          |                                                                                 |
| Leifling                                                    | Libeliče            | Straße                      | *          |                                                                                 |
| Bleiburg Grablach                                           | Holmec              | Straße                      | *          |                                                                                 |
| Raunjak                                                     | Mežica              | Straße                      | *          |                                                                                 |
| Paulitschsattel                                             | Solčava             | Straße                      | *          |                                                                                 |
| Seebergsattel                                               | Zgornje Jezersko    | ↔                           | *          |                                                                                 |
| Loibltunnel                                                 | Tržič               | ↔                           | *          |                                                                                 |
| Karawankentunnel                                            | Jesenice            | ↔                           | *          |                                                                                 |
| Wurzenpass                                                  | Podkoren            | ↔                           | *          |                                                                                 |

* Die Grenzkontrollen wurden im Zuge der Schengen-Erweiterung zum 21. Dezember 2007 eingestellt.

#### Eisenbahnübergänge
| letzte Station in Österreich | erste Station in Slowenien       | Kilometer  | eröffnet      | aufgelassen    | Bemerkung          |
| Steiermark                   | Steiermark                       | Steiermark | Steiermark    | Steiermark     | Steiermark         |
| ---------------------------- | -------------------------------- | ---------- | ------------- | -------------- | ------------------ |
| Bad Radkersburg              | Gornja Radgona (Oberradkersburg) | ~ 32,5     | 16. Juli 1920 | 17. April 1945 | Radkersburger Bahn |
| Spielfeld-Straß              | Šentilj (St. Egidi)              | 260,127    | 16. Juli 1920 | *              | Südbahn            |
| Kärnten                      |                                  |            |               |                |                    |
| Rabenstein-Leifling          | Dravograd (Unterdrauburg Markt)  | ~ 83,1     | 16. Juli 1920 | 30. Mai 1965   | Lavanttalbahn      |
| Bleiburg                     | Holmec (Hornberg)                | 82,152     | 16. Juli 1920 | *              | Drautalbahn        |
| Rosenbach                    | Jesenice (Aßling)                | 53,635     | 16. Juli 1920 | *              | Rosentalbahn       |

* Die Grenzkontrollen wurden im Zuge der Schengen-Erweiterung zum 21. Dezember 2007 eingestellt.

#### Sonstige Übergänge
| Grenzübergang    | Ort im Nachbarstaat          | Art des Überganges | bis | Bemerkung                             |
| ---------------- | ---------------------------- | ------------------ | --- | ------------------------------------- |
| Weitersfeld (St) | Šentilj, Ortsteil Sladki vrh | Fähre (Mur)        | *   | Fußgänger, Fahrräder, Kleinmotorräder |

* Die Grenzkontrollen wurden im Zuge der Schengen-Erweiterung zum 21. Dezember 2007 eingestellt.

### Italien

Italien

Mit Italien hat Österreich eine gemeinsame Staatsgrenze mit einer Länge von 404 km. Hauptartikel: Grenze zwischen Italien und Österreich.
* Die Grenzkontrollen wurden zum 1. April 1998 eingestellt.

#### Straßen- und Wegübergänge
| Grenzübergang        | Ort im Nachbarstaat | Art des Überganges | bis     | Bemerkung |
| Kärnten              | Kärnten             | Kärnten            | Kärnten | Kärnten   |
| -------------------- | ------------------- | ------------------ | ------- | --------- |
| Thörl-Maglern        | Tarvis              | A2                 | *       |           |
| Thörl-Maglern        | Tarvis              | ↔                  | *       |           |
| Nassfeldpass         | Pontebba            | ↔                  | *       |           |
| Plöckenpass          | Timau               | ↔                  | *       |           |
| Tirol                |                     |                    |         |           |
| Arnbach              | Innichen            | ↔                  | *       |           |
| Staller Sattel       | Antholz             | Straße             | *       |           |
| Brennerpass          | Brenner             | A13                | *       |           |
| Brennerpass          | Brenner             | ↔                  | *       |           |
| Timmelsjoch          | Moos in Passeier    | Straße             | *       |           |
| Reschenpass, Nauders | Reschen             | ↔                  | *       |           |

#### Eisenbahnübergänge
| letzte Station in Österreich | erste Station in Italien     | Kilometer               | eröffnet      | aufgelassen | Bemerkung   |
| ---------------------------- | ---------------------------- | ----------------------- | ------------- | ----------- | ----------- |
| Thörl-Maglern (K)            | Tarvisio Boscoverde (Tarvis) | 401,092                 | 16. Juli 1920 |             | Rudolfsbahn |
| Weitlanbrunn (T)             | Vierschach / Versciaco       | ÖBB 302,952 RFI 72,569  | 16. Juli 1920 |             | Drautalbahn |
| Brennersee (T)               | Brenner / Brennero           | ÖBB 111,663 RFI 240,083 | 16. Juli 1920 |             | Brennerbahn |

### Schweiz

Schweiz

Mit der Schweiz hat Österreich eine gemeinsame Staatsgrenze (in zwei Teilstücken) mit einer Gesamtlänge von 166 km.

#### Straßen- und Wegübergänge
| Grenzübergang | Ort im Nachbarstaat | Art des Überganges | bis   | Bemerkung        |
| Tirol         | Tirol               | Tirol              | Tirol | Tirol            |
| ------------- | ------------------- | ------------------ | ----- | ---------------- |
| Nauders       | Martina GR          | ↔                  |       | Grenze Innbrücke |
| Pfunds        | Martina GR          | ↔                  |       |                  |
| Spiss         | Samnaun             | 348 ↔              |       |                  |

#### Sonstige Übergänge
| Grenzübergang | Ort im Nachbarstaat | Art des Überganges | bis | Bemerkung                                               |
| ------------- | ------------------- | ------------------ | --- | ------------------------------------------------------- |
| Ischgl (T)    | Samnaun             | Skipisten          | ↔   | 3 kontrollierte Übergänge auf dem Idjoch in 2752 m Höhe |

Mit 12. Dezember 2008 trat die Schweiz dem Schengenabkommen bei, so dass keine Personenkontrollen mehr stattfinden. Als Nicht-EU Land bleiben Warenkontrollen jedoch aufrecht.
Nachdem die Grenze mit Liechtenstein die gemeinsame Grenze zur Schweiz unterbricht, sind die weiteren im Absatz unterhalb Liechtensteins zu finden.

### Liechtenstein

Liechtenstein

Mit Liechtenstein hat Österreich eine gemeinsame Staatsgrenze mit einer Länge von 35 km.

#### Straßen- und Wegübergänge
| Grenzübergang        | Ort im Nachbarstaat | Art des Überganges | bis        | Bemerkung  |
| Vorarlberg           | Vorarlberg          | Vorarlberg         | Vorarlberg | Vorarlberg |
| -------------------- | ------------------- | ------------------ | ---------- | ---------- |
| Feldkirch–Tisis      | Schaanwald          | 191a ↔             |            |            |
| Feldkirch–Tosters    | Mauren              | ↔                  |            |            |
| Feldkirch–Oberfresch | Schellenberg        | Straße             |            |            |
| Feldkirch–Nofels     | Ruggell             | Straße             |            |            |

#### Eisenbahnübergänge

##### Österreich – Liechtenstein
| letzte Station in Österreich | erste Station in Liechtenstein | Kilometer | eröffnet         | aufgelassen | Bemerkung                   |
| ---------------------------- | ------------------------------ | --------- | ---------------- | ----------- | --------------------------- |
| Feldkirch–Tisis (V)          | Schaanwald                     | 8,375     | 24. Oktober 1872 |             | Bahnstrecke Feldkirch–Buchs |

##### Liechtenstein – Schweiz
| letzte Station in Liechtenstein | erste Station in der Schweiz | Kilometer | eröffnet         | aufgelassen | Bemerkung                                    |
| ------------------------------- | ---------------------------- | --------- | ---------------- | ----------- | -------------------------------------------- |
| Schaan-Vaduz (LIE)              | Buchs SG                     | 17,338    | 24. Oktober 1872 |             | auf Rheinbrücke, Bahnstrecke Feldkirch–Buchs |

#### Sonstige Übergänge
| Grenzübergang        | Ort im Nachbarstaat | Art des Überganges | Bemerkung                                         |
| -------------------- | ------------------- | ------------------ | ------------------------------------------------- |
| Nenzinger Himmel (V) | Malbun (LIE)        | Wanderweg          | Grenze am Bettlerjoch direkt bei der Pfälzerhütte |

- Seit 1924 gehört Liechtenstein als Zollanschlussgebiet zum Schweizer Zollgebiet und die Grenzkontrolle erfolgte durch Schweizer Zollbeamte an der Grenze zwischen Österreich und Liechtenstein. Mit dem Beitritt zum Schengen-Raum am 19. Dezember 2011 entfielen die Personenkontrollen und beschränken sich nun auf die Waren.

### Schweiz (Fortsetzung)

Schweiz

#### Straßen- und Wegübergänge
| Grenzübergang              | Ort im Nachbarstaat | Art des Überganges | bis        | Bemerkung              |
| Vorarlberg                 | Vorarlberg          | Vorarlberg         | Vorarlberg | Vorarlberg             |
| -------------------------- | ------------------- | ------------------ | ---------- | ---------------------- |
| Bangs                      | Rüthi               | ↔                  | *          |                        |
| Meiningen                  | Oberriet            | ↔                  | *          |                        |
| Koblach                    | Montlingen          | ↔                  | *          |                        |
| Mäder                      | Kriessern           | ↔                  | *          |                        |
| Altach                     | Diepoldsau          | Weg                | *          | Weg am neuen Rheindamm |
| Hohenems                   | Diepoldsau          | ↔                  | *          |                        |
| Lustenau ↔ Schmitterbrücke | Diepoldsau          | ↔                  | *          |                        |
| Lustenau                   | Diepoldsau          | Weg                | *          | Weg am neuen Rheindamm |
| Lustenau ↔ Wiesenrain      | Widnau              | ↔                  | *          |                        |
| Lustenau                   | Au SG               | ↔                  | *          |                        |
| Höchst                     | St. Margrethen      | ↔                  | *          |                        |
| Wolfurt-Lauterach          | St. Margrethen      | S18                |            | in Planung[veraltet]   |
| Gaißau                     | Rheineck            | ↔                  | *          |                        |

* Mit 12. Dezember 2008 trat die Schweiz dem Schengenabkommen bei, so dass keine Personenkontrollen mehr stattfinden. Als Nicht-EU Land bleiben Warenkontrollen jedoch aufrecht.

#### Eisenbahnübergänge
| letzte Station in Österreich | erste Station in der Schweiz | Kilometer | eröffnet          | aufgelassen | Bemerkung                            |
| ---------------------------- | ---------------------------- | --------- | ----------------- | ----------- | ------------------------------------ |
| Lustenau (V)                 | St. Margrethen               | 1,604     | 23. November 1872 |             | Bahnstrecke St. Margrethen–Lauterach |

#### Sonstige Übergänge
| Grenzübergang     | Ort im Nachbarstaat | Art des Überganges | bis | Bemerkung                                       |
| ----------------- | ------------------- | ------------------ | --- | ----------------------------------------------- |
| Bregenz, Hard (V) | Romanshorn          | Schifffahrt        | *   | Bodensee, weitere Anlegestellen in der Schweiz. |

### Deutschland

Deutschland

Mit Deutschland hat Österreich eine gemeinsame Staatsgrenze mit einer Länge von 815 km. Auf deutscher Seite der Landgrenze befindet sich ausschließlich das Bundesland Bayern, im Bodensee grenzt Österreich nach herrschender Auffassung auch an Baden-Württemberg.
Hauptartikel: Grenze zwischen Deutschland und Österreich

#### Straßen- und Wegübergänge
| Grenzübergang (Bezirk)                                   | Ort im Nachbarstaat                                                                         | Art des Überganges                                                            | bis        | Bemerkung |
| Vorarlberg                                               | Vorarlberg                                                                                  | Vorarlberg                                                                    | Vorarlberg | Vorarlberg |
| -------------------------------------------------------- | ------------------------------------------------------------------------------------------- | ----------------------------------------------------------------------------- | ---------- | --- |
| Hörbranz (B)                                             | Lindau-Unterhochsteg                                                                        | ↔                                                                             | *          | |
| Hörbranz (B)                                             | Lindau-Oberhochsteg                                                                         | ↔                                                                             | *          | Die gesamte Zollstelle samt Mitarbeiterparkplätzen südwestlich der Autobahn und deren Zufahrt liegt in Österreich. |
| Hörbranz (B)                                             | Lindau-Oberhochsteg                                                                         | ↔ LI 1                                                                        | *          | |
| Hohenweiler (B)                                          | Sigmarszell                                                                                 | ↔ St2002                                                                      | *          | |
| Möggers (B)                                              | Scheidegg                                                                                   | ↔ St2378                                                                      | *          | |
| Langen bei Bregenz (B)                                   | Scheidegg-Scheffau                                                                          | ↔ St2001                                                                      | *          | |
| Sulzberg (B)                                             | Oberreute                                                                                   | ↔ St2004                                                                      | *          | |
| Hittisau (B)                                             | Aach im Allgäu (Stadt Oberstaufen)                                                          | ↔ St2005                                                                      | *          | |
| Hittisau (B)                                             | Balderschwang                                                                               | ↔ OA 9                                                                        | *          | |
| Mittelberg-Riezlern (B)                                  | Oberstdorf                                                                                  | ↔                                                                             | *          | auch vor Schengen ohne Kontrolle (dt. Zollgebiet)                                                                  |
| Tirol                                                    |                                                                                             |                                                                               |            | |
| Schattwald (RE)                                          | Bad Hindelang-Oberjoch                                                                      | ↔                                                                             | *          | Oberjochpass |
| Jungholz (RE)                                            | Wertach                                                                                     | ↔ St2373                                                                      | *          | auch vor Schengen ohne Kontrolle (dt. Zollgebiet)                                                                  |
| Grän (RE)                                                | Pfronten                                                                                    | 261 ↔                                                                         | *          | |
| Vils-Schönbichl (RE)                                     | Pfronten-Steinach                                                                           | , Anschluss an ↔ St 2520                                                      | *          | |
| Pinswang (RE)                                            | Füssen                                                                                      | ↔                                                                             | *          | Grenztunnel Füssen                                                                                                 |
| Pinswang-Ulrichsbrücke (RE)                              | Füssen                                                                                      | 369, Anschluss an ↔                                                           | *          | |
| Reutte-Ammerwald (RE)                                    | Ettal-Linderhof                                                                             | ↔ St2060                                                                      | *          | Ammersattel |
| Ehrwald (RE)                                             | Griesen                                                                                     | ↔                                                                             | *          | |
| Zugspitze (RE)                                           |                                                                                             | Gehweg                                                                        | *          | Deutschlands höchstgelegener Grenzübergang                                                                         |
| Leutasch (IL)                                            | Mittenwald                                                                                  | ↔ St2042                                                                      | *          | |
| Scharnitz (IL)                                           | Mittenwald                                                                                  | ↔                                                                             | *          | |
| Hinterriß (SZ)                                           | Vorderriß                                                                                   | 282 ↔ TÖL24                                                                   | *          | |
| Achenkirch (SZ)                                          | Lenggries-Fall (nach Westen, mit weiteren 2 Grenzüberschreitungen) und Kreuth (nach Norden) | ↔                                                                             | *          | Achenpass |
| Thiersee (KU)                                            | Bayrischzell                                                                                | ↔ St2075                                                                      | *          | Ursprungpass |
| Kufstein (KU)                                            | Kiefersfelden                                                                               | ↔ St2089; Wege                                                                | *          | |
| Kufstein (KU)                                            | Kiefersfelden                                                                               | ↔                                                                             | *          | Großes Deutsches Eck                                                                                               |
| Niederndorf (KU)                                         | Oberaudorf                                                                                  | ↔ St2093                                                                      | *          | Innbrücke |
| Erl-Zollhaus (KU)                                        | Oberaudorf-Reisach                                                                          | Straße                                                                        | *          | gedeckte Brücke über den Inn (längste Holzbrücke Österreichs), nur für Fußgänger und einspurige Fahrzeuge          |
| Erl (KU)                                                 | Nußdorf am Inn                                                                              | 209 ↔ RO 1                                                                    | *          | |
| Niederndorferberg (KU)                                   | Sachrang                                                                                    | ↔ St2093                                                                      | *          | Wildbichl |
| Kössen (KB)                                              | Schleching                                                                                  | ↔                                                                             | *          | Klobenstein |
| Kössen (KB)                                              | Reit im Winkl                                                                               | ↔ St2364 Anschluss an                                                         | *          | |
| Salzburg                                                 |                                                                                             |                                                                               |            | |
| Unken (ZE)                                               | Schneizlreuth                                                                               | Straße                                                                        | *          | Steinpass |
| Unken (ZE)                                               | Schneizlreuth                                                                               | ↔                                                                             | *          | Kleines Deutsches Eck                                                                                              |
| Weißbach bei Lofer (ZE)                                  | Ramsau bei Berchtesgaden                                                                    | ↔ St2099                                                                      | *          | Hirschbichl, für den Individualverkehr gesperrt                                                                    |
| Dürrnberg (HA)                                           | Marktschellenberg/Rechenberg                                                                | 256 ↔ BGL 9                                                                   | *          | |
| Dürrnberg (HA)                                           | Marktschellenberg/Neusieden                                                                 | Straße ↔ BGL 6                                                                | *          | Zillwirt |
| St. Leonhard (SL)                                        | Marktschellenberg                                                                           | ↔                                                                             | *          | Hangendensteinpass                                                                                                 |
| Großgmain (SL)                                           | Bayerisch Gmain                                                                             | ↔                                                                             | *          | |
| ↔                                                        | Marzoll                                                                                     | Straße                                                                        | *          | nur Anwohnerverkehr                                                                                                |
| Walserberg (SL)                                          | Marzoll/Schwarzbach                                                                         | ↔                                                                             | *          | Großer Walserberg, Großes Deutsches Eck                                                                            |
| Walserberg (SL)                                          | Marzoll/Schwarzbach                                                                         | ↔                                                                             | *          | Kleiner Walserberg, Kleines Deutsches Eck                                                                          |
| Wals (SL)                                                | Ainring/Hammerau                                                                            | Straße                                                                        | *          | nur Fußgänger und Radfahrer (Hammerauer Steg)                                                                      |
| Siezenheim (SL)                                          | Ainring/Hausmoning                                                                          | Straße                                                                        | *          | nur Fußgänger und Radfahrer (Siezenheimer Steg)                                                                    |
| Liefering/Rott (S)                                       | Freilassing                                                                                 | ↔                                                                             | *          | Freilassing Saalbrücke (Straßenbrücke über die Saalach)                                                            |
| Oberndorf bei Salzburg (SL)                              | Laufen                                                                                      | ↔ St2103                                                                      | *          | befahrbare Salzachbrücke (Laufen–Oberndorf) und ein Fußgängersteg (Europasteg), eröffnet 2006                      |
| Oberösterreich                                           |                                                                                             |                                                                               |            | |
| Ettenau (BR)                                             | Tittmoning                                                                                  | 1007 ↔ St2106                                                                 | *          | |
| Hochburg-Ach (BR)                                        | Burghausen                                                                                  | 501 ↔ St2357                                                                  | *          | Neue Salzachbrücke                                                                                                 |
| Hochburg-Ach (BR)                                        | Burghausen                                                                                  | 501 ↔ St 2108                                                                 | *          | Alte Brücke, für LKW gesperrt                                                                                      |
| Braunau am Inn (BR)                                      | Simbach am Inn                                                                              | ↔                                                                             | *          | |
| Braunau am Inn (BR)                                      | Simbach am Inn                                                                              | 502 ↔ St2112                                                                  | *          | |
| Obernberg (RI)                                           | Egglfing                                                                                    | 510 ↔ St2117                                                                  | *          | |
| Suben (SD)                                               | Pocking                                                                                     | ↔                                                                             | *          | |
| Schärding (SD)                                           | Neuhaus am Inn                                                                              | Straße St2119                                                                 | *          | |
| Schärding (SD)                                           | Neuhaus am Inn                                                                              | ↔                                                                             | *          | |
| Ingling (SD)                                             | Passau                                                                                      | Straße                                                                        | *          | |
| Gattern (SD)                                             | Passau                                                                                      | 506 ↔ St2625                                                                  | *          | |
| Haibach (SD)                                             | Passau                                                                                      | Straße                                                                        | *          | |
| Saming (SD)                                              | Passau (Mühltalstraße)                                                                      | Straße                                                                        | *          | |
| Saming (SD)                                              | Passau (Linzer Straße)                                                                      | Weg                                                                           | *          | |
| Haibach (Haugstein Bezirksstraße + Leidingerstraße) (SD) | Passau (Freinberger Straße)                                                                 | 515 ↔                                                                         | *          | mittelgroße Straße                                                                                                 |
| Achleiten (Gemeinde Freinberg) (SD)                      | Passau                                                                                      | ↔ St2195                                                                      | *          | am rechten Ufer der Donau, Grenzabfertigungsstelle lag in Österreich                                               |
| Uferhäusl (Neustift im Mühlkreis) (RO)                   | Jochenstein (Untergriesbach)                                                                | Grenzübergang (am) Dantlbach/Dandlbach. A: Treppelweg, D: Beton-Panzerspurweg | *          | Beschrankter Übergang für Fußgänger und Radfahrer am linken Donauufer und wenige lokal Berechtigte per Kfz         |
| Neustift im Mühlkreis (RO)                               | Gottsdorf                                                                                   | 1540 ↔ PA 50                                                                  | *          | |
| Oberkappel (RO)                                          | Maierhof                                                                                    | 584 ↔ PA 53                                                                   | *          | |
| Hanging (RO)                                             | Wegscheid                                                                                   | ↔                                                                             | *          | |
| Hinterschiffl (RO)                                       | Kohlstatt                                                                                   | Straße                                                                        | *          | |
| Kriegwald (RO)                                           | Breitenberg (Hartlmühle)                                                                    | 1555 ↔                                                                        | *          | |
| Hinteranger (RO)                                         | Breitenberg                                                                                 | 1560 ↔ St2128                                                                 | *          | |
| Schwarzenberg am Böhmerwald (RO)                         | Lackenhäuser                                                                                | 580 ↔ St2630                                                                  | *          | |

* Die Grenzkontrollen wurden am 1. Dezember 1997 eingestellt.

#### Eisenbahnübergänge
| letzte Station in Österreich | erste Station in Deutschland | Kilometer             | eröffnet          | aufgelassen | Bemerkung                                                   |
| Vorarlberg                   | Vorarlberg                   | Vorarlberg            | Vorarlberg        | Vorarlberg  | Vorarlberg                                                  |
| ---------------------------- | ---------------------------- | --------------------- | ----------------- | ----------- | ----------------------------------------------------------- |
| Lochau-Hörbranz              | Lindau-Reutin                | 5,941                 | 24. Oktober 1872  |             | Bahnstrecke Lindau–Bludenz                                  |
| Tirol                        |                              |                       |                   |             |                                                             |
| Schönbichl                   | Pfronten-Steinach            | ÖBB 0,000 DB 34,239   | 16. Dezember 1905 |             | Außerfernbahn                                               |
| Ehrwald Zugspitzbahn         | Griesen (Oberbay)            | ÖBB 30,445 DB 14,848  | 29. Mai 1913      |             | Außerfernbahn                                               |
| Scharnitz                    | Mittenwald                   | ÖBB 33,160 DB 123,547 | 28. Oktober 1912  |             | Mittenwaldbahn                                              |
| Wachtl                       | Gießenbachklamm              | ca. 4,9               | ca. 1880          | 2017        | Wachtlbahn 2003–2017 nur noch touristischer Personenverkehr |
| Kufstein                     | Kiefersfelden                | ÖBB 0,000 DB 31,868   | 5. August 1858    |             | Bahnstrecke Kufstein–Innsbruck                              |
| Salzburg                     |                              |                       |                   |             |                                                             |
| Hangender Stein              | Marktschellenberg            | ~13,7                 | 1. Oktober 1907   | 1953        | Bahnstrecke Berchtesgaden–Hangender Stein                   |
| Salzburg Liefering           | Freilassing                  | 82,757                | 12. August 1860   |             | Bahnstrecke Rosenheim–Salzburg                              |
| Oberösterreich               |                              |                       |                   |             |                                                             |
| Braunau am Inn               | Simbach (Inn)                | ÖBB 59,229 DB 115,087 | 1. Juni 1871      |             | Innviertelbahn (Eisenbahnbrücke Simbach–Braunau)            |
| Wernstein                    | Passau Hbf                   | 79,636                | 1. September 1861 |             | Bahnstrecke Wels–Passau                                     |

#### Sonstige Übergänge
| Grenzübergang       | Ort im Nachbarstaat | Art des Überganges | von/bis   | Bemerkung                                                                                           |
| ------------------- | ------------------- | ------------------ | --------- | --------------------------------------------------------------------------------------------------- |
| Bregenz (V, Hard)   | Lindau              | Schifffahrt        | *         | Bodensee, weitere Anlegestellen in Deutschland.                                                     |
| Ebbs (T)            | Kiefersfelden       | Fähre              | *         | Inn, nur für Radfahrer und Fußgänger.                                                               |
| Kufstein (T)        | Kiefersfelden       | Schifffahrt        | 1998–2011 | Inn, Ausflugsschifffahrt (nur im Sommer) verband auch Ebbs, Niederndorf und Oberaudorf miteinander. |
| Hallein (S)         | Berchtesgaden       | Salzbergwerk       | *         | Die Staatsgrenze kann unterirdisch im ehemaligen Salzbergwerk überquert werden.                     |
| Mining (OÖ)         | Ering               | Kraftwerk          | *         | Der Inn wird über das Laufkraftwerk Ering-Frauenstein überquert.                                    |
| Schardenberg        | Passau              | Kraftwerk          | *         | Der Inn wird über das Kraftwerk Passau-Ingling überquert. Für Fußgänger und Radfahrer               |
| Vichtenstein (OÖ)   | Obernzell           | Fähre              | *         | Fahrradfähre                                                                                        |
| Engelhartszell (OÖ) | Obernzell           | Kraftwerk          | *         | Die Donau wird über das Kraftwerk Jochenstein überquert. Für Fußgänger und Radfahrer                |
| Engelhartszell (OÖ) | Obernzell / Passau  | Schifffahrt        | *         | Donau                                                                                               |

## Polizeikooperationszentren
Zur grenzübergreifenden Kooperation und Kommunikation in Sicherheitsfragen hat die Polizei gemeinsam mit den Polizeiapparaten der jeweiligen Nachbarstaaten sogenannte Polizeikooperationszentren in Grenznähe eingerichtet.

## Temporäre Grenzkontrollen
Bereits ein halbes Jahr nach dem Inkrafttreten des Schengener Abkommens wurden erstmals die Grenzkontrollen infolge der Fußballeuropameisterschaft wieder aktiviert.
Ein weiteres Mal wurden diese in der Zeit von 4. bis 9. Juni 2011 an den wichtigsten ehemaligen Grenzübergängen anlässlich des Wiener Weltwirtschaftsforums durchgeführt. Da die Gebäude teilweise nicht mehr benutzbar waren, mussten, beispielsweise mit Containern, provisorische Büros errichtet werden.
Auf Grund der Flüchtlingskrise wurden ab September 2015 gemäß Artikel 23 des Schengener Grenzkodex teilweise wieder Grenzkontrollen eingeführt.